# Luis Fabián Artime
Luis Fabián Artime (Buenos Aires, 15 de diciembre de 1965) conocido públicamente como Luifa Artime es un exfutbolista profesional y actual dirigente deportivo de fútbol argentino que se desempeñaba de delantero. Actualmente, es el presidente del Club Atlético Belgrano, de la Liga Profesional de Fútbol Argentino. Es hijo de Luis Artime.

## Biografía
Debutó el 19 de enero de 1986 en el club Ferro Carril Oeste con 20 años. Hizo el gol con el que su equipo le ganó 1 a 0 a Deportivo Español.
Jugó sucesivamente en Ferro Carril Oeste, Independiente de Avellaneda, Belgrano, San Lorenzo, Tigre, Gimnasia y Esgrima La Plata, y Melgar de Arequipa.
Se destacó en Belgrano al ser el máximo goleador y el que más partidos disputó en la historia del club.

### Elecciones presidente de Club Belgrano de Córdoba 2021
Artime ganó una Elecciones histórica para presidente del Club Belgrano en 2021 con su agrupación "Belgrano Primero" a Armando Pérez de "Siempre Belgrano" votaron 8.114 socios. El resultado fue Artime 5.004 y Pérez 3.110.

### Presidencia de Belgrano (2021-actualidad)
Desde el 6 de febrero del 2021 es el presidente del Club Atlético Belgrano. Su primer logro fue el ascenso a primera división del fútbol argentino en 2022, torneo en el que está actualmente.

### Comisión directiva 2021-presente
La comisión directiva actual es la siguiente:
| Comisión directiva |
| |
| - Presidente: Luis Fabián Artime - Vice 1º: Ricardo Pablo Leiva - Vice 2º: Antonio Mariano - Vice 3º: Hector Oscar Baistrocchi - Director Deportivo: Mauro Óbolo - Vocal Titular 1º: Alejandro Moyano - Vocal Titular 2º: Cristian Diego Merlino - Vocal Titular 3º: Héctor Alfredo Gennarco - Vocal Titular 4º: Lucas Gastón Bustos - Vocal Titular 5º: Marcelo Carranza - Vocal Titular 6º: Claudio Marcelo Giomi - Vocal Titular 7º: Pablo Siciliano - Vocal Titular 8º: Miriam Nilda Aparicio - Vocal Titular 9º: Diego Funes - Vocal Titular 10º: Juan Hipólito Negri Biasutti - Vocal Titular 11º: Rodrigo Rufeil - Vocal Titular 12º: Mauricio Giaimo - Vocal Suplente 1º: Leiva Romina - Vocal Suplente 2º: Damian Esteban Juárez - Vocal Suplente 3º: Leonardo Ignacio Aratano - Vocal Suplente 4º: Juan Carlos Banegas - Vocal Suplente 5º: Agustina Alurralde - Com. Fiscalizadora Tit. 1º: Paula Andrea Vallve - Com. Fiscalizadora Tit. 2º: Agustín D. Chiquini Perazolo - Com. Fiscalizadora Tit. 3º: Estefanía Gigena Weihmuller - Com. Fiscalizadora Sup. 1º: Nicolás Álvarez Quiñones - Com. Fiscalizadora Sup. 2º: Gonzalo Frontera |
| |

## Trayectoria
| Club                        | País      | Año       |
| --------------------------- | --------- | --------- |
| Ferro Carril Oeste          | Argentina | 1982-1989 |
| Independiente               | Argentina | 1989-1991 |
| Belgrano                    | Argentina | 1992-1993 |
| San Lorenzo                 | Argentina | 1993-1994 |
| Belgrano                    | Argentina | 1994-1999 |
| Tigre                       | Argentina | 1999      |
| Belgrano                    | Argentina | 2000-2001 |
| Gimnasia y Esgrima La Plata | Argentina | 2001      |
| FBC Melgar                  | Perú      | 2002      |
| Belgrano                    | Argentina | 2003-2005 |

## Estadísticas
| País      | PJ  | Goles | Promedio |
| --------- | --- | ----- | -------- |
| Argentina | 402 | 139   | 0,35     |
| Perú      | 37  | 24    | 0,65     |
| Total     | 439 | 163   | 0,37     |

## Palmarés

### Ascensos
| Logro                      | Club     | Temporada |
| -------------------------- | -------- | --------- |
| Ascenso a primera división | Belgrano | 1997-1998 |

### Títulos Nacionales
| Título           | Club     | Temporada |
| ---------------- | -------- | --------- |
| Primera Nacional | Belgrano | 2022      |

### Distinciones individuales
| Distinción                                      | Año  | Goles |
| ----------------------------------------------- | ---- | ----- |
| Máximo goleador de la primera división del Perú | 2002 | 24    |

## Relaciones familiares
Es hijo de Luis Artime, quien fue un destacado jugador argentino de la década de 1960, uno de los grandes goleadores del fútbol argentino y de la selección nacional. Con la selección nacional, ganó la Copa de las Naciones 1964, también jugó la Copa Mundial de Fútbol de 1966, en Independiente ganó 1 campeonato de primera división (1967), en el Nacional de Uruguay ganó 1 torneo olímpico (1974), 4 campeonatos uruguayos, 1 Copa Libertadores de América (1971), 1 Copa Intercontinental (1971) y 1 Copa Interamericana (1972).

## Homenaje
Por su gran trayectoria en el fútbol cordobés, su nombre figura como parte del estadio olímplico de la provincia: el Mario Alberto Kempes, precisamente para identificar la popular sur. Otros jugadores también fueron homenajeados: Daniel Willington (popular norte), Osvaldo Ardiles (platea oeste) y Roberto Gasparini (platea este).